# Campionato del mondo di hockey su slittino 2000
Sono state 6 le squadre iscritte al 2º campionato del mondo di ice sledge hockey:  Canada,  Estonia,  Giappone,  Norvegia,  Svezia e  Stati Uniti. Le gare si sono disputate a Salt Lake City, Stati Uniti d'America.

## Formula
Le sei squadre si sono incontrate in un torneo all'italiana di sola andata, con 2 punti per la vittoria ed 1 per il pareggio.
Al termine del girone si è tenuta la seconda fase: le prime due squadre in classifica si sono scontrate nella gara per la medaglia d'oro; le squadre classificate al 3º e 4º posto si sono sfidate nella gara per il bronzo; le ultime due classificate si sono sfidate nella gara per il 5º posto.

## Classifica prima fase
| Pos. | Nazione     | Pt. |
| ---- | ----------- | --- |
| 1.   | Canada      | 9   |
| 2.   | Norvegia    | 8   |
| 3.   | Svezia      | 7   |
| 4.   | Giappone    | 4   |
| 5.   | Stati Uniti | 2   |
| 6.   | Estonia     | 0   |

## Seconda fase

### Gara per il 5º posto
```
 
Stati Uniti
 - 
 
Estonia
 0-4
```

### Gara per il 3º posto
```
 
Svezia
 - 
 
Giappone
 5-1
```

### Gara per il 1º posto
```
 
Canada
 - 
 
Norvegia
 2-1
```

## Classifica finale
| Pos. | Nazione     |
| ---- | ----------- |
| 1.   | Canada      |
| 2.   | Norvegia    |
| 3.   | Svezia      |
| 4.   | Giappone    |
| 5.   | Estonia     |
| 6.   | Stati Uniti |